# Giro di Toscana 1991
Il Giro di Toscana 1991, sessantacinquesima edizione della corsa, si svolse il 17 maggio su un percorso di 206 km, con partenza a Firenze e arrivo ad Arezzo. Fu vinto dall'italiano Massimiliano Lelli della Ariostea davanti al venezuelano Leonardo Sierra e all'italiano Giorgio Furlan.

## Ordine d'arrivo (Top 10)
| Pos. | Corridore          | Squadra                  | Tempo    |
| ---- | ------------------ | ------------------------ | -------- |
| 1    | Massimiliano Lelli | Ariostea                 | 5h01'00" |
| 2    | Leonardo Sierra    | Selle Italia-Magniarredo |          |
| 3    | Giorgio Furlan     | Ariostea                 |          |
| 4    | Franco Chioccioli  | Del Tongo-MG Boys        |          |
| 5    | Rolf Gölz          | Ariostea                 |          |
| 6    | Marek Szerszynski  | Colnago-Lampre           |          |
| 7    | Gianluca Bortolami | Colnago-Lampre           |          |
| 8    | Pascal Simon       | Castorama                |          |
| 9    | Rolf Sørensen      | Ariostea                 |          |
| 10   | Michele Coppolillo | Italbonifica-Navigare    |          |